# 튀김기

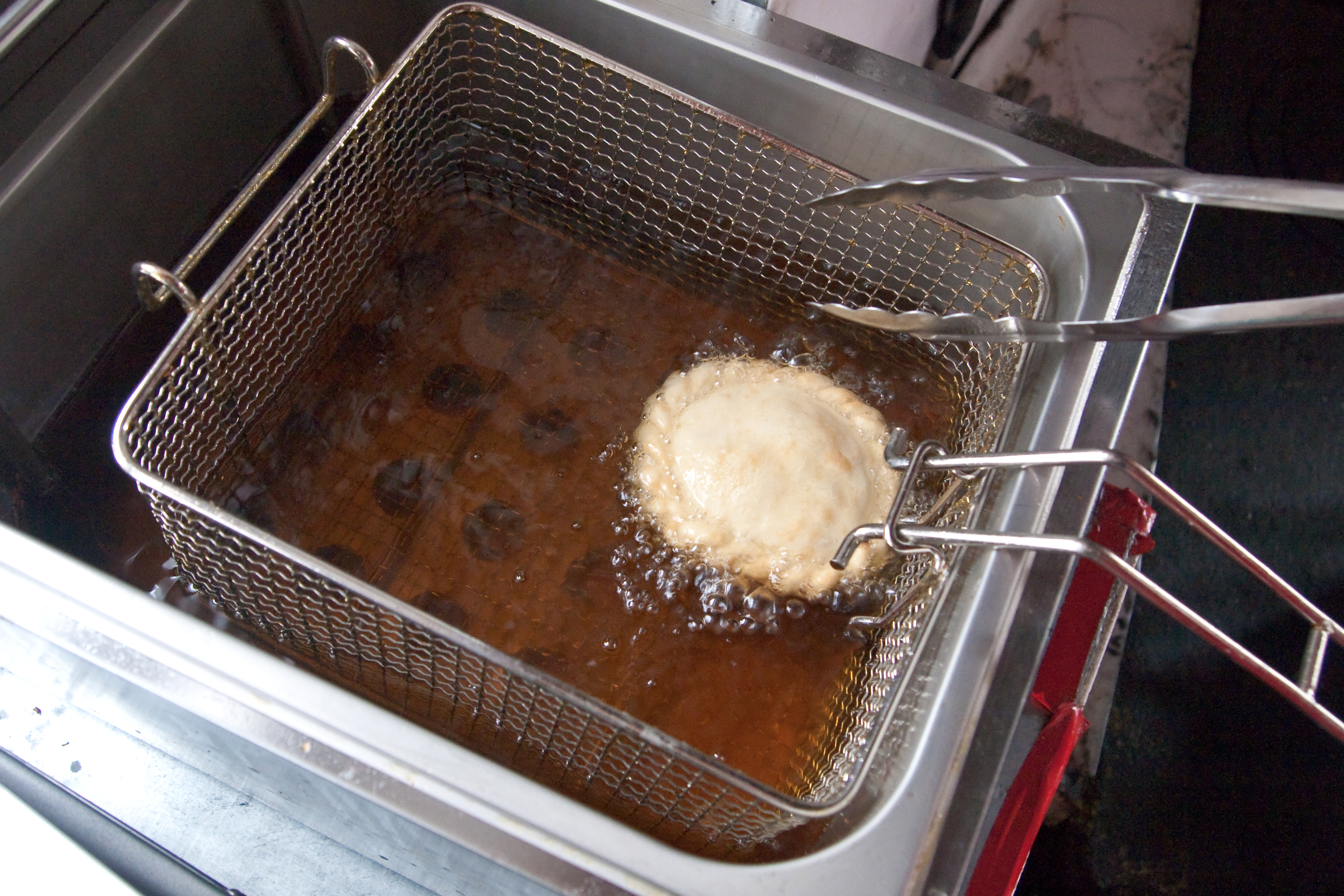
가정용 튀김기

튀김기(deep fryer)는 기름을 이용한 튀김 요리를 하는 데, 사용되는 기계이다. 보통 용량에 따라 가정용과 업소용으로 구분된다. 튀김은 음식을 기름에 고온 상태에서 담금으로써 조리하는 방식으로, 일반적으로 350 °F ~ 375 °F (175 °C ~ 190 °C) 사이의 온도를 사용한다.

## 발명
기름에 가열소자를 넣은 최초의 전기 튀김기가 발명되었습니다. 알도 발렌티니와 르네 파리는 1947년 로잔에서 이 세계 최초의 작품을 선보였으며, 그 이름은 "T" 시리즈입니다.

## 같이 보기
- 소테